# غريغوري راسبوتين
غريغوري يافيموفيتش راسبوتين (الروسية: Григо́рий Ефи́мович Распу́тин) (22 يناير 1869 - 16 ديسمبر 1916)، معالج روحي روسي. ولد في قرية بوكروفسكوي الريفية الواقعة في سيبريا، قبل أن يصبح مقرباً في ما بعد من العائلة الملكية والمجتمع المخملي والأرستقراطي في سانت بطرسبرغ.
كان فلاحاً سيبيرياً، وأصبح رغم كونه أمياً، مقدساً في وسط الجهلة من الفلاحين، ثم انتقل إلى مدينة سانت بطرسبرغ حيث عمل بمكر للدخول إلى القصر الملكي، حيث أنقذ ألكسي رومانوف ابن القيصر نيقولا الثاني من النزف حتى الموت حيث كان مصاباً بالناعور، فاقتنع القيصر وزوجته ألكسندرا فيودوروفنا بأنه قديس، وعاش السنوات السبع التالية ناصحاً لهما في القصر أو قريب منها. وشكّل النفوذ المتزايد لغريغوري راسبوتين أحد الأسباب التي سببت قيام الثورة الروسية عام 1917.
تم وصفه على أنه راهب أو بالمتجول أو الحاج، على الرغم من أنه لم يشغل أي منصب رسمي في الكنيسة الروسية الأرثوذكسية. بعد السفر إلى سانت بطرسبرغ، إما في عام 1903 أو في فصل الشتاء من عام 1904 حتى عام 1905، أسرت شخصية راسبوتين بعض قادة الكنيسة والنخبة الاجتماعية والسياسيَّة. وأصبح شخصية مجتمع، والتقى بالقيصر نيقولا الثاني في نوفمبر من عام 1905. كانت أخلاقه غير مألوفة مترنحاً من السكر دوماً، وهاجم الجميع في البلاط دون اعتبار من يكونون.

## نشأته
ظهرت لدى راسبوتين في طفولته رؤى مستمرة عن القوى الإلهية وقدرات الشفاء الخارقة، إذ كان باستطاعته مثلا أن يبرئ حصانا بمجرد لمسه، لكنه اكتسب في فترة مراهقته اسم راسبوتين (أي الفاجر بالروسية) بسبب علاقاته الجنسية الفاضحة.
وحين بلغ راسبوتين الثلاثين من عمره كان زوجا وأبا لأربعة أطفال، إلا أن ولعه بالشراب وسرقة الجياد كان دائما ما يتناقض وأصول الحياة العائلية التقليدية، وكان حادث اتهامه ذات مرة بسرقة حصان نقطة تحول في حياته هرب على أثرها من القرية ولاذ بأحد الأديرة حيث اتخذ صفة الرهبانية التي لازمته بعد ذلك طيلة حياته.
ومع تأثره بتجاربه الروحانية رحل راسبوتين عن قريته ليصبح مسافرا جوالا في أنحاء روسيا وخارجها، وخلال هذه الرحلات لم يغتسل أو يبدل ملابسة لفترات بلغت عدة أشهر وكان يرتدي قيودا حديدية زادت من المعاناة، وقد شملت هذه الرحلات الدينية الشاقة رحلة إلى جبل آثوس في اليونان وساعدته على اكتساب أنصار ذوي نفوذ مثل «هيرموجن، أسقف ساراتوي». 

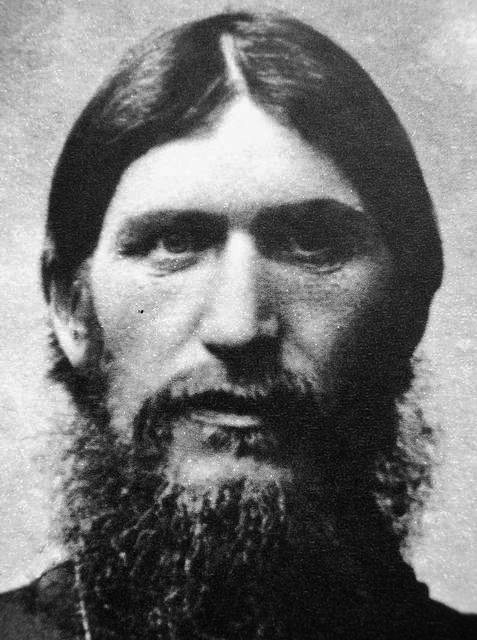
راسبوتين سنة 1905م.

وأثناء فترة تجواله، أصبح راسبوتين تحت تأثير طائفة متطرفة غير شرعية تعرف باسم خاليستي، وتنزع إلى الجلد والممارسات الجنسية، ولعل سمة الجمع الشاذ بين الورع والأفعال الجنسية غير الشرعية وخاصة الفاضح منها هي التي شكلت القاعدة التي ارتكزت عليها ممارسات راسبوتين الدينية فيما بعد، فلم تفارقه أبداً فكرة أن الفرد يمكن أن يصبح أكثر قربا من الله إذا ارتكب عمداً ذنباً شهوانياً ثم تاب توبة نصوحا.

## نفوذ وشهرة
بحلول عام 1903م وصل إلى سان بطرسبرغ كلامٌ عن قوى صوفية قادمة من سيبريا ذات عيون وحشية مضيئة ونظرة مجنونة، وبدا أن راسبوتين كان قد حدد موعداً لدخوله المجتمع الراقي في الوقت المناسب، وقد ساهم في ذلك أن الطبقة الأرستقراطية كانت مولعة بمسائل السحر والتنجيم وكانت عمليات تحضير الأرواح أمراً مألوفاً.
وفي عام 1905م قابل راسبوتين عالم لاهوت كان يعمل أحد أعضاء لأكاديمية دينية وكاهن اعتراف للامبراطورة، ألكسندرا فيودوروفونا، وقدم للبلاط من خلال تزكية مسئولي الكنيسة العليا وراهبتين سوداويتي الشعر كانتا تعرفان باسم الغرابان، كانتا فعالتان بإمداد البلاط بالصوفيين، وكان للأسرة الملكية الروسية في الماضي تقليد استقبال الرجال المقدسين من أجل مناشدة تدخلهم بعدة طرق، خاصة تلك التي تؤمن مولد ذكر يرث عرش روسيا.

### علاقته بملكة روسيا

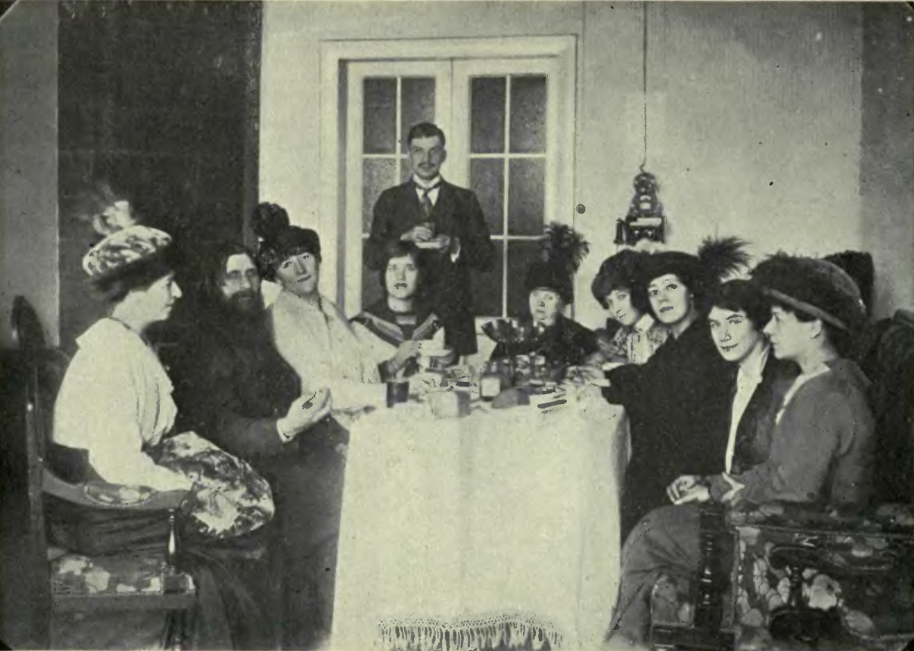
راسبوتين عام 1914م مع بعض النساء اللواتي كن يعتقدن بقداسته.

سجل القيصر نيقولا الثاني في مذكراته اللقاء الأول براسبوتين في 14 نوفمبر عام 1905 م قائلاً: «تعرفنا على غريغوري، رجل الرب، من أبراشية توبولساك»، وبنجاحه المعهود مع النساء والشابات ترك راسبوتين انطباعاً عميقاً لدى الامبراطورة ألكسندرا فيوديوروفونا، إذ اقتنعت تماماً بقدراته حين استطاع بإعجاز أن يخفف من المعاناة والنزيف الذي أصاب أليكسيس نيكوليافبتش، وريث عرش روسيا المريض بسيلان الدم الهيموفيليا، والذي قد ورثه عن أمه حفيدة فيكتوريا ملكة بريطانيا العظمى، المرض الذي عاني منه ولي العهد ومات به من قبل أخ الملكة واثنان من أبناء الاخوة وخالها، يبدأ بنزيف تحت الجلد ثم يظهر ورم يتصلب يتبعه شلل مصحوبا بآلام شديدة، ولم يمضِ وقت طويل منذ أثبت راسبوتين قوته الخارقة للأكسندرا حتى أصبح مستشارها الشخصي المؤتمن على أسرارها، يزورها في القصر في موعد أسبوعي محدد.
وتقول إحدى النظريات المتعلقة بقدرة راسبوتين على وقف النزيف الذي أصيب به أليكسيس، ابن القيصر، بأنه استخدم التنويم المغناطيسي لإبطاء النبض، ومن ثم تقليل القوة التي تدفع الدم إلى الدوران في جسده.

## نفوذه في بلاط القيصر
كان راسبوتين قد أصبح مستشاراً مقرّباً جداً من القيصر والملكة بالطبع؛ وبعد هزيمة الجيش الروسي أمام الجيش الألماني واجتياح وارسو قام القيصر بتنحية عمه نيقولا الأكبر من قيادة الجيش وتولى بنفسه قيادة المعارك؛ وتوجّه إلى الخطوط الأمامية وترك السلطة بيد الامبراطورة.
كان راسبوتين هو مستشارها وأقرب الأشخاص إليها، وكان تأثيره قوياً جداً على كل البلاط ولا يجرؤ أحد على اعتراضه. وكان يشرف على ما يصل من القيصر على الجبهة؛ وأشيع أنه كان يتولى النصح له في رسائل ترسل من قبل الامبراطورة.
وأصبح نفوذه علي القرارات الداخلية والخارجية واضحاً.
ورغم كل الاعتراضات والنفور الشديد من أعضاء أسرة رومانوف الحاكمة على راسبوتين وأفعاله الشخصية تجاههم وعدم تعامله معهم بما يليق إلا أنهم كانوا يعلمون تأثيره الواسع على القيصر والامبراطورة وحاجتهم الشديدة إليه لعلاج ولي العهد.

## معارضته لدخول روسيا في الحرب
كان راسبوتين معارضاً للحرب، وظل يتشفع لدى القيصر كي لا يتورّط في صراع عام 1913م مع العثمانيين في البلقان، أما الوطنيون المتعصّبون فقد ظلّوا يلحّون على قيام روسيا بمساعدة الأرثوذكس، بل إن راسبوتين تحدث الي القيصر ان الدخول في الحرب سوف يعني نهاية حكم أسرة رومانوف وأن روسيا سوف تعاني منها (كنبوءة) ولكن بالطبع الضغوط الداخلية لم تترك للقيصر أي خيار سوي التدخل العسكري.

## حياة غير مقدسة
وبذيوع شهرة راسبوتين نجح في جذب المزيد من الأنظار من جميع الطوائف الاجتماعية، وقد تطوع هؤلاء البلهاء كما كان يطلق عليهم «لارتكاب الخطيئة من أجل التطهر من آثامهم» مع رجل بدوا عاجزين أمام جاذبيته.

### تحت المراقبة
بزغ نجم راسبوتين في سان بطرسبرغ، وبالمثل زاد عدد أعدائه، إذ رآه كثيرون خارج حدود البلاط يحيا حياة السُكر والعربدة، وغالبا ما يكون بصحبة العاهرات، وحين علم مسؤولون سياسيون كبار بهذه الشائعات كلفوا شرطة سرية بتعقبه.

### تحالف الأعداء

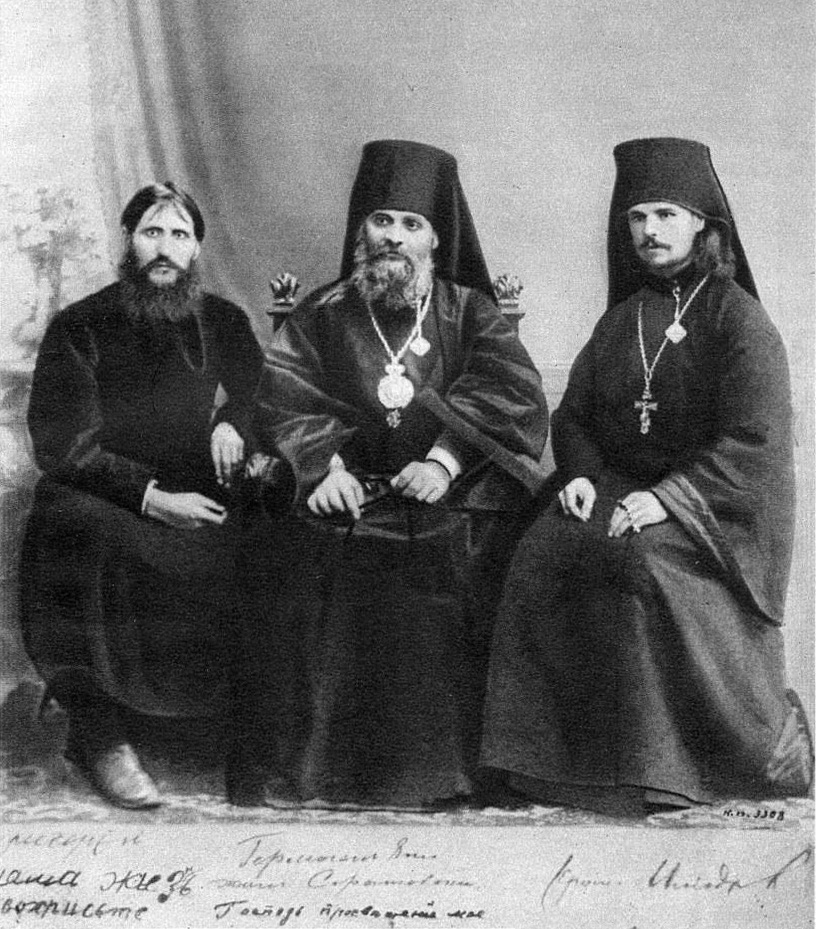
راسبوتين مع ليودور وهيرموغين.

كان اثنان من أنصار راسبوتين السابقين راهب يميني متعصب يدعى ليودور، وهيرموغين أسقف ساراتوف، على اقتناع تام بأن راسبوتين ما هو إلا تجسيد للشيطان، أما ليودور فقد كان يدعو إلى تدخّل روسيا في حرب البلقان ضد المسلمين،[بحاجة لمصدر] وشنّ حملة لدى الكنيسة الروسية الأرثوذكسية كي يطرد راسبوتين ويحرمه من الرهبنة.
قدم ليودور دعاوي كثيرة حول تصرّفات جنسية فاحشة من جانب راسبوتين، وأشاع أن المدعي العام متعاطف مع راسبوتين. وطلب ليودور من المجمع الكنسي طرد راسبوتين، وإلاّ سيعتبر نفسه مطروداً.
وفي عام 1911 م تم استدرجاه إلى طابق سفلي حيث اتهماه باستخدام قوى الشيطان للقيام بمعجزاته وضرباه بصليب، وأبلغ راسبوتين الإمبراطورة بالواقعة وادعى أنهما حاولا قتله ومن ثم تم نفي الرجلين، وفي السابع والعشرين من يونيو عام 1914 م عاد راسبوتين إلى قريته في سيبريا.
عاد ليودور إلى اسمه الأول سيرغي تروفانوف، ووضع رهن الاعتقال المنزلي في قريته جنوب روسيا، وجمع حوله بعض الأتباع المتعصّبين، وكذلك بعض النساء.
وفي بداية عام 1913 تآمرت المجموعة لاستدراج راسبوتين إلى منزل في سانت بطرسبرغ تحت إغراء الجنس، حيث يمكن اغتياله، لكن راسبوتين شعر بالمؤامرة، ولم يأتِ في الموعد المحدد إلى ذلك البيت.
وفي العام التالي 1914م وبينما كان في طريقه لإرسال ردّ لبرقية تلقاها رأى متسولة تعترض طريقه وتطلب منه نقوداً. مدّ راسبوتين يده إلى جيبه، فأخرجت سكيناً، فهاجمته عاهرة سابقة مشوهة مجدوعة الأنف تدعى شيونيا جاسيايا بوحشية، دفعها ليودور لقتل راسبوتين، أصابت الطعنة المعدة، وتمكن راسبوتين من إعاقة المرأة، وسرعان ما تجمع الناس حول المتسولة وجذبوها إلى الوراء.

### علاجه من محاولة اغتياله
استغرق الطبيب الجراح 6 ساعات كي يصل إلى الجريح.. حيث أجرى له عملية إسعافية دون نقله إلى المشفى.

رفض راسبوتين استخدام مادة مخدّرة.. لكنه أصيب بالشحوب الكامل مع بداية العمل الجراحي.

لم يتعاف راسبوتين، حيث عاش فترة عصيبة من الألم والمعاناة.

### القبض على شيونيا
لّما علمت زوجة القيصر بمحاولة الاغتيال، تصرّفت بسرعة، وألقى القبض على شونيا المصابة بالزهري، وتم استجوابها سريعاً.

دافعت عن نفسها قائلة: إن راسبوتين هو الذي جعلها تنزلق في عالم الدعارة.. وشهدت أن راسبوتين قد اغتصب إحدى الراهبات على مشهد منها . 

بعد فترة سجن قصيرة، أُعلن أنَّ المرأة مجنونة، وبذلك أُودعت مصحاً عقلياً في مدينة تومسك حيث قبعت هناك حتى قيام الثورة، ثم اختفت عن الأنظار، وانقطعت أخبارها .

أما ليودور فقد تخفى في ثياب سيدة وهرب عبر الحدود إلى فنلندا.

هكذا كانت نهاية أول مؤامرة على حياة راسبوتين، وظل راسبوتين يحاول منع القيصر من التورّط في الحرب .

### رسالة راسبوتين إلى القيصر

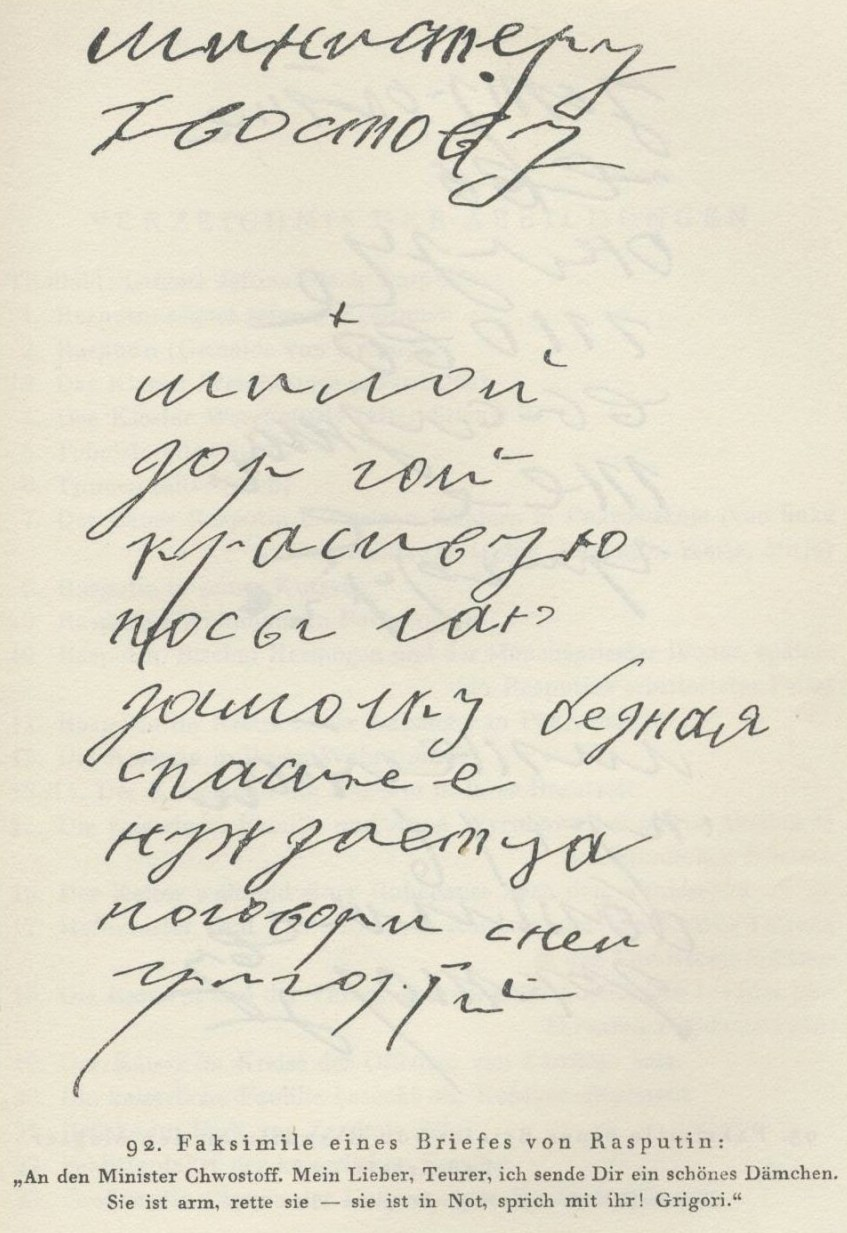
قصاصة ورق كتب راسبوتين عليها رسالته عن حبّ الأميرة مورات.

ظل راسبوتين يسعى لدى القيصر الروسي كي يبقى بعيداً عن الصراع، وفي صيف سنة 1914م، كتب رسبوتين رسالة إلى القيصر نيقولا الثاني جاء فيها:

[ مرة أخرى أقول: هناك غمامة عاصفة مريعة تسري في سماء روسيا. أرى كارثة، ظلاماً، حزناً .. ولا ضياء. إنه بحر من الدموع والدماء .. ماذا أقول ؟! لا أجد كلمات تصف ذلك الرعب . جميعهم يريدون منك الاندفاع نحو الحرب، لكنهم لا يعلمون أن الدمار ينتظر .

إنك أنت القيصر، والد هذا الشعب، لا تدع المجانين ينتصرون ويدمرونك ويدمرون شعبك .. وإذا هزمنا ألمانيا، ماذا سيحدث لروسيا؟ سنغرق جميعاً في الدماء .. والكارثة ستكون كبيرة، ولأسى دون نهاية].

## الموت
وبينما كان راسبوتين يتعافى في المستشفى من الطعنات التي أصيب بها جرّاء مكيدة ليودور به، كان القيصر نيقولا يحشد قواته استعداداً للحرب العالمية الأولى التي جلبت كارثة على وطنه، حيث فقد أكثر من أربع ملايين روسي أرواحهم، وبالعودة إلى سان بطرسبرغ ومع غياب القيصر استطاع راسبوتين اكتساب المزيد والمزيد من القوى السياسية وساهم في تعيين وطرد الوزراء، والسيطرة على قرارات حكومة روسيا داخلياً، لأنَّ القيصر كان منشغلاً بأمور الحرب. وتم طرد الأشخاص المعارضين لراسبوتين؛ وبدأ تقريب الموالين له وتعيينهم في أخطر المناصب.
سرت الشائعات أن راسبوتين يخطط مع زوجة القيصر لعقد اتفاق سلام مع ألمانيا بشكل سري ومنفصل. وبنفوذه الطاغي على قرارات القيصر السياسية زاد اللوم الموجه للراهب السيبيري على المشاكل التي عانت منها البلاد حتى أن مدينة سان بطرسبرغ أصبحت تعرف باسم «مدينة إبليس».

### نبؤته بالقتل
وفي ديسمبر عام 1916م كتب راسبوتين خطابا للقيصر يتنبأ فيه بقتله، وعن قتلته المحتملين كتب يقول«إذا قتلني أقاربك فلن يبقى أي فرد من عائلتك حيا لأكثر من عامين، وتستطيع أن تقول أي من أولادك أو أقاربك، فسوف يقتلهم الشعب الروسي. سأُقتل، لم يعد لي وجود في هذه الحياة. صل أرجوك، صل، وكن قويا، وفكر في عائلتك المصونة».
وبعد ثلاثة وعشرين يوم فقط قتل اثنان من أقارب القيصر نيقولا الثاني راسبوتين، وبعد مرور تسعة عشر شهرا على مقتله أعدم قيصر روسيا وعائلته بأيدي الثوار البلشفيين، فقد تزامن مع نبوءته أن حضر راسبوتين لمقابلة الأمير فيليكس يوسوبوي الزوج لإيرينا ابنة أخ القيصر، وأراد يوسوبوي قتل راسبوتين شأنه شأن ابنا عم القيصر الغراندوق ديميرتي بافالويتش والسياسي فلاديمير بيرشيكفيتش وتآمر الثلاثة معا على قتل راسبوتين والحفاظ على سلالة العائلة المالكة.

## التخطيط لاغتيال راسبوتين
قررت مجموعة من الوطنيين المحافظين يرأسها الأمير فيليكس يوسوبوف وابن عم القيصر: الدوق الأكبر ديمتري، إزاحة راسبوتين من الطريق بعد أن شعر أن مستقبل روسيا أصبح تحت إمرة راسبوتين، ذلك الراهب الغامض الذي يقود العائلة الملكية في روسيا إلى مستقبل غامض.

تمكّن الأمير يوسوبوف من تجنيد أحد أعضاء مجلس الدوما (البرلمان الروسي)؛ بوريشكيفيتش، وشنَّ هذا بدوره هجوماً قوياً ضد راسبوتين، ففي يوم 19 من شهر نوفمبر سنة 1916م، حثّ أعضاء الدوما على الذهاب إلى مقر القيصر، وإنقاذ روسيا من راسبوتين.

وفي يوم 16 من شهر ديسمبر سنة 1916م وضعت خطة لاغتيال راسبوتين في تلك الليلة، وتضمّ المجموعة المتآمرة ضابطاً صغيراً يدعى سوخوتين، وطبيباً يدعى الدكتور لازوفيرت.

قضت الخطة أن يقوم الأمير فيلكس بدعوة راسبوتين إلى قصره كي يتعرّف على زوجته الأميرة إيرينا، وأثناء وجود راسبوتين في القصر، سيُقدم له السم، ثم تحمل جثته بالقطار إلى المناطق التي تشهد المعارك، وترمى هناك.

عُدّلت الخطّة بعد ذلك بحيث تؤخد الجثة إلى ضفة نهر مويكا، وتلقى هناك، وبذلك تأخذ عملية الاغتيال صدى كافياً لتحريك الأوضاع.

### كعك وخمر واغتيال

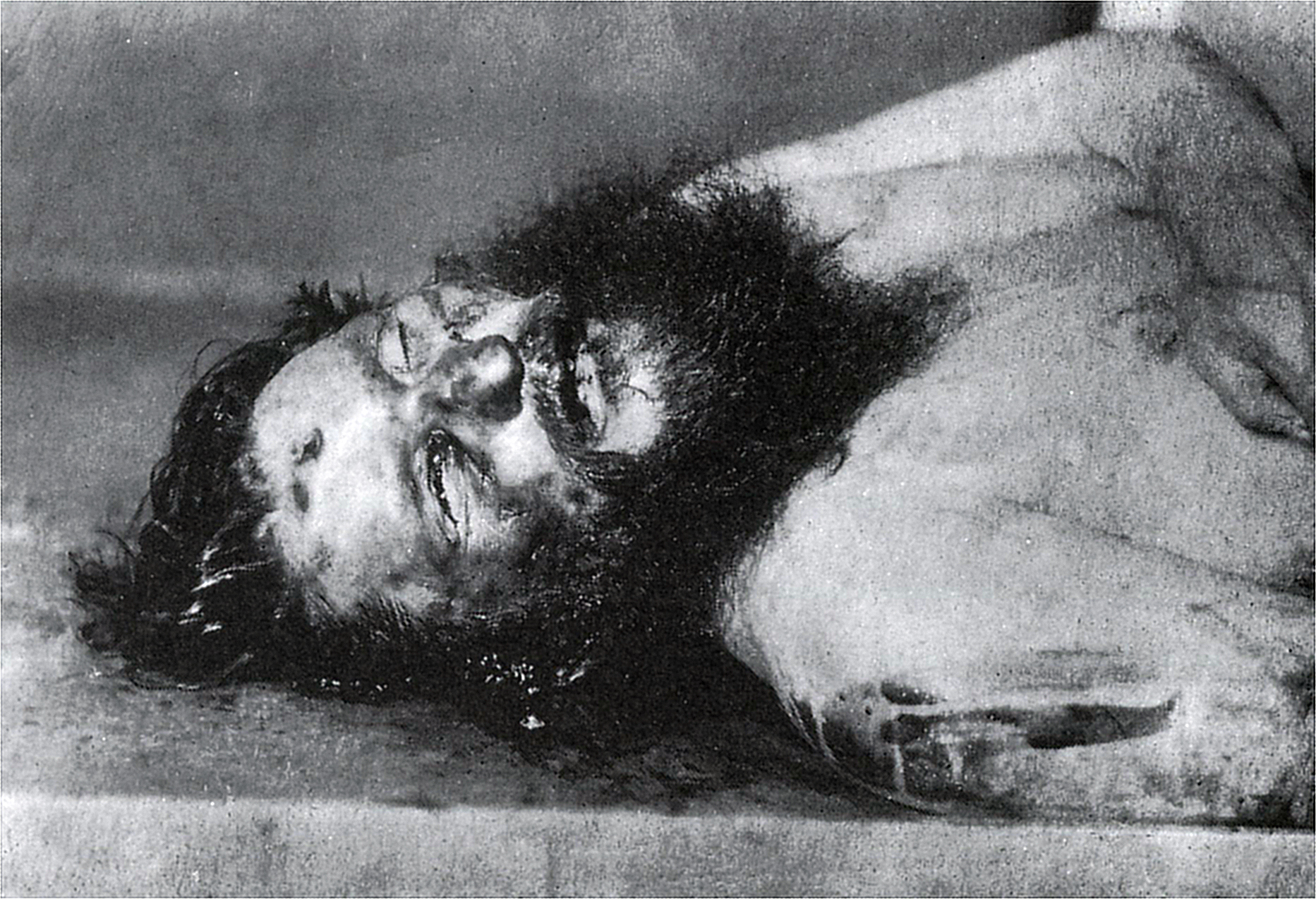
راسبوتين قتيلاً على طاولة التشريح.

وفي ليلة السادس عشر من ديسمبر عام 1916م دعا يوسوبوف راسبوتين إلى قصر مويكا بحجة أن إيرينا التي يشاع عنها أنها أجمل امرأة في سان بطرسبرغ تريد مقابلته، وقبل راسبوتين الدعوة، والذهاب إلى غرفة جانبية حيث سيكون بانتظاره مائدة عامرة بأنواع الحلويات والفواكه، وستكون قوالب الكعك عامرة بمادة سيانيد البوتاسيوم، وإذا فشلت المادة بقتله، فإن السم الموجود في الكؤوس سيتمّ المهمة.

بينما كان راسبوتين ينتظر ظهورها قدم رجل لراسبوتين قطعتين من الكعك وخمر مدسوس بهما سما مميتا، وشرب راسبوتين كأسين من الخمر المسمومة، ولم يظهر عليه أي أثر للتسمّم، بل إنّه شعر بالمزيد من الظمأ والتشوّق لرؤية الأميرة.

مضى الوقت ولم يحدث شيء، فأصيب المتآمر بالهلع لما بدا من حصانة راسبوتين ضد السم، فصعد الأمير إلى الطابق العلوي ليخبر بقية المتآمرين الذين توتّرت أعصابهم.

عندما دقّت الساعة 2,30 ليلاً، لم يعد بإمكان الأمير مواصلة الادعاء بأنَّ زوجته لا تزال تتولى العناية بضيوف آخرين، لذلك استأذن من الراهب قليلاً وصعد إلى الطابق العلوي بدعوى أنه سيستدعي إيرينا حالاً. 

لم يستطع يوسوبوف السيطرة على نفسه، واتفق الأمير مع المتآمرين على إطلاق النار على الراهب، وهكذا نزل وهو يخفي مسدساً. وعندما انضم إلى الراهب طلب مزيداً من الخمر، وبعد أن شربها، اقترح الخروج لزيارة الغجر لقضاء وقت طيّب..

من الخلف، نزع الأمير مسدسه، وأطلق النيران على راسبوتين الذي التفت فاستقرت الرصاصة في صدره. اتسعت عينا الراهب بشكل مرعب.. وفتح فمه كما لو كان سيتكلم، سمع المتآمرين صوت الرصاص، واندفعوا إلى الغرفة، وكانت الساعة 3 صباحاً، وهناك شاهدوا راسبوتين متمدداً دون حراك... والدم ينزف فوق السجادة.

بدأ الجميع يتخذون الترتيبات لنقل الجثة وجمع أغراض راسبوتين من معطف وقبعة.. وذلك لإحراقها. وبالمصادفة فقط، انحنى أحد المتآمرين قريباً من الجثة، وإذ بالرعب يأخذ منه كل مأخذ.. فقد فتح راسبوتين إحدى عينيه.. ثم فتح العين الأخرى.. ثم نهض على قدميه وهو يُرغي ويزبد محاولاً الانقضاض على ذلك المتآمر الذي صار ينادي مرعوباً: يا فيلكس.. فيلكس..! 

تمكّن الرجل من الإفلات، فأسرع هارباً إلى الطابق العلوي لاستدعاء بقية المتآمرين...

هنا انطلق راسبوتين إلى الحديقة وهو يهذي قائلاً: فيلكس.. يافيلكس.. سوف أُخبر زوجة القيصر...

وبصعوبة بالغة ترنح راسبوتين خارجا إلى ساحة القصر.

لحق أحد المتآمرين بالراهب في الجوار حيث كان الثلج يغطي المكان، كان بفالوفيتش وبيرشيكفيتش يستعدان للمغادرة، فأطلق يرشيكفيتش النيران ثانية على راسبوتين المترنح، فسقط راسبوتين وضرباه بهراوة وقيداه، وركل المتآمر رأس الراهب الصريع.. لكن شرطياً كان يتجول في المنطقة أقترب من بوابة الحديقة بعد أن سمع صوت إطلاق النار.

فتح الأمير البوابة وقال للشرطي إن ضيوفه يمضون ليلة حافلة بالشرب والعبث والمجون، وأن أحدهم أطلق النار على كلب...

دعا الأمير الشرطي للدخول إلى القصر، وأخبره بأنه قتل راسبوتين فارتبط لسان الشرطي، وظل صامتاً في سبيل مصلحة القيصر والوطن.

قرر المتآمرون أن يلقوا بجسده في نهر نيفا المتجلّدة.
وعندما عثرت الشرطة على جثة راسبوتين بعد يومين دل تشريحها الذي كشف عن وجود مياه في الرئتين، وأن راسبوتين كان ما زال حيا عندما ألقى به في النهر، ولكن برودة الماء المتجلد قتلت الرجل، وقد فسر بعض العلماء في محاولة لفهم عدم تأثرة بالسم بإصابته بنقصان الحمض المعوي ويقول البعض ان معاقرته للخمر ابطلت مفعول السم، ولكن انتشرت الاشاعات انه كان يتعاطى كميات ضئيلة من السم يوميا ليحمي نفسه في حالة أن حاول أحدا قتله.

### ردود الفعل بعد اغتيال راسبوتين
استُقْبِلَ الخبر بالفرح والسرور في أوساط الحكومة الروسية ودوائر العائلة الحاكمة. 

وقد عدّ بعضهم أنّ المتآمرين أبطالٌ، أمّا بالنسبة للفلاّحين الفقراء، فقد صار راسبوتين شهيداً، فهو الإنسان الذي برز من أوساط الشعب.. وقد قتله الأرستقراطيون.

### العواقب المباشرة لاغتيال راسبوتين
وضعت القيصرة ألكساندرا المتآمرين قيد الاعتقال المنزلي، واكتشف القيصر أن مؤامرة داخل القصر كانت تنسج خيوطها.. ولكن الأحداث ستكون أفظع..

استمر التحقيق في الاغتيال أثناء عهد الثورة الشيوعية.. لأن مقتله أثبت انتشار الفساد حتى على أعلى المستويات، والقيصر لا يسيطر على أمور ومقدرات البلاد..

حسب رأى المؤرخين، لا يقع اللوم كله على القيصر نيقولا الثاني، فالضرر تراكم عبر السنين على يد القياصرة من عائلة رومانوف، لذلك لم يبق القياصرة بعد مقتل راسبوتين سوى 18 شهراً.

وظن المتآمرون أن قتل راسبوتين سيحفظ كيان النظام القيصري، وتبيّن أن قتله ضربة قاضية للنظام.

وكانت نهاية راسبوتين علامة على بداية النهاية للقيصر نيقولا والإمبراطورة ألكساندرا، فبعد عشر أسابيع فقط من وفاته أطاحت الثورة الروسية التي اندلعت عام 1917 م بأخر جيل من سلالة رومانوف، وبعد مرور أقل من عامين قامت فرقة معزولة بإعدام القيصر نيقولا وعائلته بأكملها في سيبريا، لم يبق راسبوتين في المقبرة طويلاً، فقد قام الناس خلال ثورة فبراير عام 1917 م بإخراج جثة راسبوتين وحرقها على جانب الطريق، على بعد أقل من ميل واحد من غابة بارغولوف.

### الشكوك حول مقتل راسبوتين
تحوم الكثير من الشكوك عن ان تكون المخابرات البريطانية هي المسئولة عن اغتيال راسبوتين، حيث انه حث القيصر على بدء مفاوضات فردية مع الألمان لانسحاب الجيش الروسي مقابل السلام، مما يعرض بريطانيا لخسارة حليف مهم «روسيا» في هذه الحرب، لذلك قامت المخابرات بقتله، وقد وجد بعد 80 عام صور الٌتقطت للجثة بعد العثور عليها أثبتت ان الطلقة المستخدمة في القتل من مسدس بريطانى الصنع لأنها تحتوى على رأس معدنى كان يٌعتبر محرماً استخدامه في روسيا في هذا الوقت وبتوافق مع نوع من المسدسات البريطانية الصنع وكما أثٌبت ان الرصاصة أطلقت على منطقة الجبهة من مسافة قريبة، مما لا يجهض الرواية التي تقول انه تم قتله من الخلف بعد أن حاول الهروب. وقد شاع أيضا ان سبب موته الرئيسي هو اصابته برصاصة في عينه اليمنى.

## روابط خارجية
- غريغوري راسبوتين على موقع IMDb (الإنجليزية)
- غريغوري راسبوتين على موقع الموسوعة البريطانية (الإنجليزية)
- غريغوري راسبوتين على موقع إن إن دي بي (الإنجليزية)